# Doris Dragović
Dorotea "Doris" Budimir (Dragović de naixement, pronunciació [dôːris drâːɡoʋitɕ]; nascuda el 16 d'abril de 1961) és una cantautora croata que ha representat a Iugoslàvia al Festival de la Cançó d'Eurovisió 1986 amb la cançó "Željo moja", acabant 11a amb 49 punts, i Croàcia al Festival de la Cançó d'Eurovisió 1999 amb la cançó "Marija Magdalena", quedant 4a amb 118 punts.

## Carrera
Dorotea Dragović va néixer a Split, Croàcia, llavors part de Iugoslàvia, i va tenir interès per cantar des de petita. Cita a Arsen Dedić, Gabi Novak i Tereza Kesovija com les seves principals influències i ídols infantils. Va arribar a la fama regional a principis dels vuitanta com a membre del grup musical More, i va començar la seva carrera en solitari el 1986.
El mateix any, va representar Iugoslàvia al Festival de la Cançó d'Eurovisió de 1986 a Bergen amb la cançó "Željo moja", i va acabar l'11a amb 49 punts. Dragović ha estat des de llavors una de les cantants de pop més famoses de Iugoslàvia, més tard de Croàcia i la seva regió.
El 1999 Dragović va ser escollida per representar Croàcia al Festival de la Cançó d'Eurovisió de 1999, després de guanyar la selecció nacional HRT Dora amb la seva cançó dramàtica "Marija Magdalena". Dragović va ser quarta a Jerusalem, tot i haver cantat de les primeres, el que es considera un desavantatge. Aquest segueix sent un dels millors resultats de Croàcia al concurs.

## Vida personal
Dragović era coneguda a principis dels 80 pel seu treball amb bandes de Split. Un dels seus senzills més coneguts "Hajde da se mazimo" va ser una de les cançons pop més interessants de l'anomenada "els vuitanta daurats". És una coneguda seguidora del Torcida, fans del club de futbol Hajduk Split. L'any 2001 Dragović va ser amenaçada pels partidaris de Torcida mentre cantava al primer ministre montenegrí Milo Đukanović a la nit de Cap d'Any 2000.
Des de 1990, Dragović està casada amb un antic jugador de waterpolo, Mario Budimir, amb qui té un fill de nom Borna.

## Discografia
- 1985 — Tigrica
- 1986 — Željo moja
- 1987 — Tužna je noć
- 1987 — Tvoja u duši
- 1988 — Pjevaj srce moje
- 1989 — Budi se dan
- 1992 — Dajem ti srce
- 1993 — Ispuni mi zadnju želju
- 1995 — Baklje Ivanjske
- 1996 — Rođendan u Zagrebu
- 1997 — Živim po svom
- 1999 — Krajem vijeka
- 2000 — Polls
- 2002 — Malo mi za sriću triba
- 2009 — Ja vjerujem
- 2014 — Koncert u Lisinskom